# Sheti
Sheti est un astérisme de l'astronomie chinoise. Il se compose de deux groupes de trois étoiles, situées dans la partie méridionale de la constellation occidentale du Bouvier.

## Localisation et symbolique
L'astérisme se compose de deux groupes de trois étoiles proches, appelés Yousheti et Zuosheti.
La position de l'étoile référente de l'astérisme, du côté de Yousheti, indique sans guère d'ambigüité η Bootis. Les deux autres étoiles proches sont selon toute vraisemblance υ Bootis et τ Bootis. Zuosheti est situé à la même hauteur que Yousheti, mais à l'opposé de Dajiao (α Bootis, Arcturus), et est représenté d'une façon identique, suggérant que le groupe d'étoiles forme une configuration semblable. Il apparaît donc pouvoir être assimilé sans trop de risque à ζ Bootis, π Bootis et ο Bootis.
Sheti représente les six aides du roi céleste, Dajiao, qu'ils entourent par groupe de trois.

## Astérismes associés
La majeure partie des astérismes de cette région du ciel sont reliées à la cour céleste du roi Dajiao. Outre ses aides Sheti, dans la constellation occidentale du Bouvier, d'autres constellation qui décrivent sa cour, comme Genghe qui représente un bouclier, et Zhaoyao, Xuange, Tianqiang des armes (respectivement une épée ou un épieu, une hallebarde et un épieu). Plus loin, on trouve Qigong, des notables probablement membres de la cour du roi, et Zhinü, une femme qui file.

## Référence
- (en) Sun Xiaochun et Jakob Kistemaker, The Chinese sky during the Han, New York, Éditions Brill, 1997, 247 p. (ISBN 9004107371), pages 148 et 149.